# Assassinat de Luis Carrero Blanco

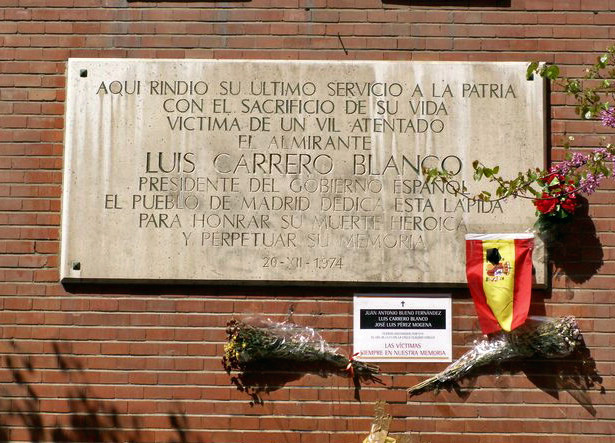
Plaque commémorative sur le site de l'assassinat de l'amiral Luis Carrero Blanco.

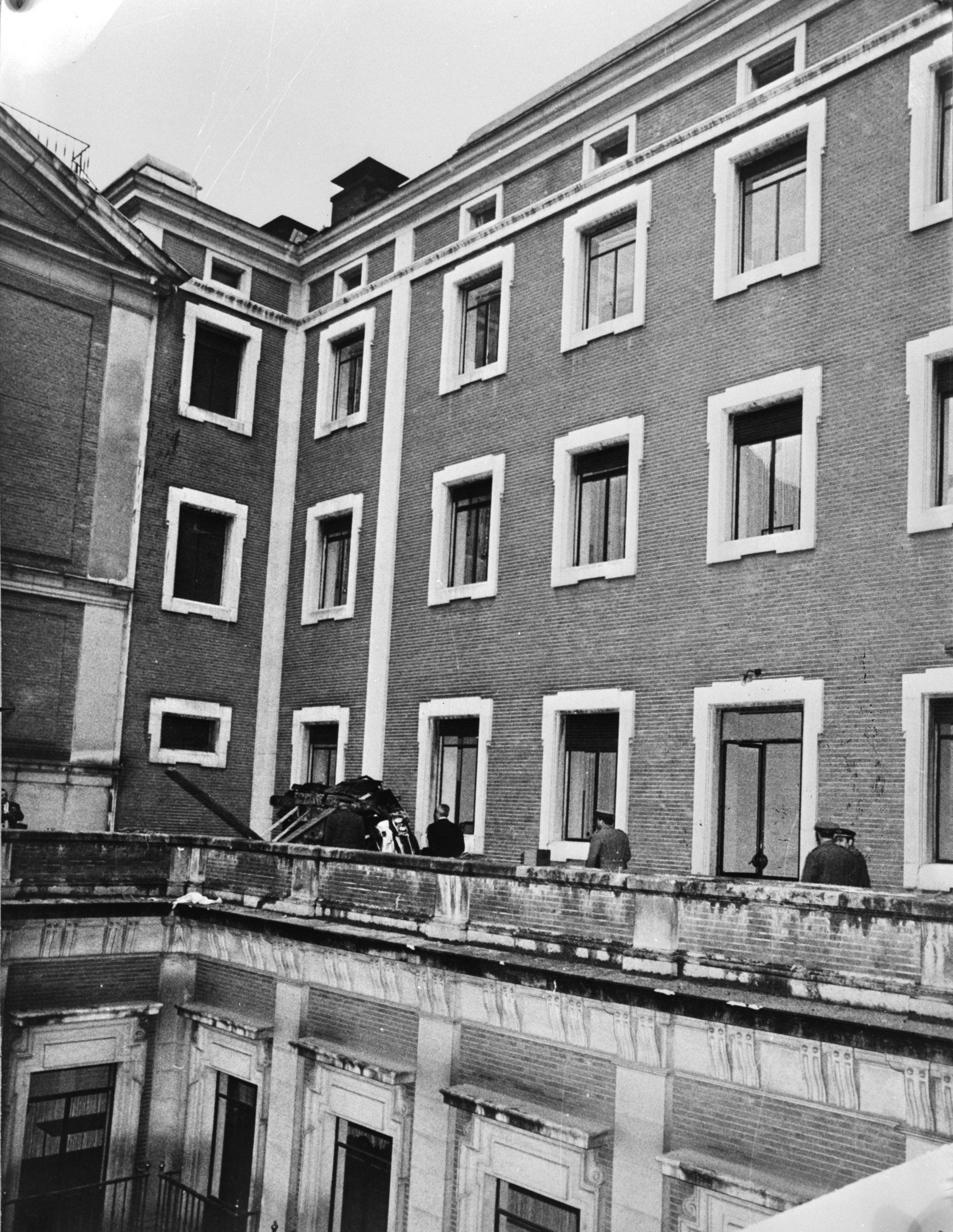
Après l'explosion, la voiture de Blanco a atterri sur le balcon du deuxième étage, dans l'arrière-cour d'un immeuble de l'autre côté de la rue.

 (décembre 2022).
Si vous disposez d'ouvrages ou d'articles de référence ou si vous connaissez des sites web de qualité traitant du thème abordé ici, merci de compléter l'article en donnant les références utiles à sa vérifiabilité et en les liant à la section « Notes et références ».
L'assassinat de Luis Carrero Blanco, président du gouvernement d'Espagne, également connu sous son nom de code Operación Ogro (en français : opération Ogre), a eu lieu le 20 décembre 1973 à Madrid, en Espagne. Il a été perpétré par le groupe séparatiste basque ETA. Cet assassinat est considéré comme la plus grande attaque contre l'État franquiste depuis la fin de la guerre civile espagnole en 1939.
La mort de Luis Carrero Blanco a eu de nombreuses implications politiques en Espagne. À la fin de l'année 1973, la santé physique du dictateur Francisco Franco s'était considérablement dégradée, symbolisant la crise finale du régime franquiste. Après sa mort, le secteur le plus conservateur de l'État franquiste, connu sous le nom de búnker, a voulu influencer Franco pour qu'il choisisse un ultraconservateur comme président du gouvernement. Enfin, il choisit Carlos Arias Navarro, qui annonçait à l'origine un assouplissement partiel des aspects les plus rigides de l'État franquiste, mais se retira rapidement sous la pression du búnker. L'ETA, en revanche, a consolidé sa place en tant que groupe armé pertinent et allait évoluer pour devenir l'un des principaux opposants au franquisme.

## Assassinat
Une unité de commando ETA utilisant le nom de code Txikia (d'après le nom de guerre du militant de l'ETA Eustakio Mendizabal (en), tué par la Garde civile en avril 1973) a loué un appartement en sous-sol au no 104 de la rue Claudio Coello , à Madrid, sur le trajet que Carrero Blanco suivait régulièrement pour se rendre à la messe à l'église San Francisco de Borja.
Pendant cinq mois, l'unité a creusé un tunnel sous la rue, disant au propriétaire qu'ils étaient des étudiants sculpteurs pour cacher leur véritable objectif. Le tunnel était rempli de 80 kg de Goma-2 (en) qui avaient été volés dans un dépôt gouvernemental.
Le 20 décembre à 9 h 36, au passage de la Dodge Dart de Carrero Blanco, une unité de commando de l'ETA de trois hommes déguisés en électriciens a fait exploser les explosifs au moyen d'un fil de commande. L'explosion a envoyé Carrero Blanco et sa voiture à 20 mètres dans les airs et par-dessus le couvent de cinq étages, atterrissant sur la terrasse du deuxième étage côté cour. Carrero Blanco a survécu à l'explosion mais est décédé à 10 h 15 à l'hôpital. Son garde du corps et son chauffeur sont morts peu de temps après. Les « électriciens » ont crié aux passants stupéfaits qu'il y avait eu une explosion de gaz, puis se sont enfuis dans la confusion. L'ETA a revendiqué la responsabilité le 22 janvier 1974.
Dans une interview collective justifiant l'attaque, les poseurs de bombe de l'ETA ont déclaré :

« L'exécution en elle-même avait un ordre et des objectifs clairs. Depuis le début de 1951, Carrero Blanco a pratiquement occupé le siège du gouvernement sous le régime. Carrero Blanco symbolisait mieux que quiconque la figure du « pur franquisme » et sans se lier totalement à aucune des tendances franquistes, il tenta secrètement de pousser l'Opus Dei au pouvoir. Un homme sans scrupules a consciencieusement monté son propre État au sein de l'État : il a créé un réseau d'informateurs au sein des ministères, de l'armée, de la Phalange, mais aussi de l'Opus Dei. Sa police a réussi à se mettre dans tout l'appareil franquiste. Il s'est ainsi fait l'élément clé du système et une pièce fondamentale du jeu politique de l'oligarchie. D'autre part, il est devenu irremplaçable pour son expérience et sa capacité de manœuvre et parce que personne n'a réussi comme lui à maintenir l'équilibre interne du franquisme. »

— Julen Agirre, Opération Ogro : l'exécution de l'amiral Luis Carrero Blanco.
Le meurtre n'a pas été condamné et a même été, dans certains cas, bien accueilli par l'opposition espagnole en exil. Selon Laura Desfor Edles, professeur de sociologie à la l'Université d'État de Californie à Northridge, certains analystes considèrent l'assassinat de Carrero Blanco comme la seule chose que l'ETA ait jamais faite pour « faire avancer la cause de la démocratie espagnole ». Cependant, l'ancien membre de l'ETA devenu écrivain et opposant au nationalisme basque Jon Juaristi a soutenu que le but de l'ETA avec le meurtre n'était pas la démocratisation mais une spirale de violence pour déstabiliser complètement l'Espagne, intensifier la répression de Franco contre le nationalisme basque et forcer le citoyen basque moyen à soutenir le moindre mal sous la forme de l'ETA contre Franco.

## Réactions

### Gouvernement
Une réunion du gouvernement sur les « dangers de subversion qui menacent l'Espagne » devait avoir lieu le 20 décembre 1973. Carrero Blanco et le secrétaire d'Etat américain Henry Kissinger avaient exprimé leur inquiétude au sujet d'un soulèvement de gauche au cours de la réunion qu'ils avaient tenue le 19 décembre. Lorsque les représentants du gouvernement sont arrivés au palais de Villamejor (en), ils ont appris la mort de Carrero Blanco. Le vice-président du gouvernement Torcuato Fernández-Miranda a exigé le calme et a annoncé qu'il allait appeler Franco pour que Franco puisse décider quoi faire ensuite. Après l'appel, Fernández Miranda s'est proclamé président du gouvernement, conformément aux dispositions de la loi organique de l'État. Sa première décision en tant que président du gouvernement a été de refuser de déclarer un état d'exception.
Gabriel Pita da Veiga (es), ministre de la Marine, a informé Fernández Miranda que Carlos Iniesta Cano (es), directeur général de la Garde civile, avait décidé de « maximiser la surveillance » et avait ordonné aux agents par télégramme de ne pas hésiter à utiliser la force mortelle si un affrontement se produisait. Cependant, Fernández Miranda s'est opposé et a obligé Iniesta Cano à inverser cet ordre immédiatement par télégramme.